# Corentin Moutet
Pour les articles homonymes, voir Moutet.
Corentin Moutet, né le 19 avril 1999 à Neuilly-sur-Seine (Hauts-de-Seine), est un joueur de tennis français, professionnel depuis 2016. Plus secondairement, il est aussi rappeur.
Il a atteint deux finales en simple sur le circuit ATP. En Grand Chelem, ses meilleures performances sont des huitièmes-de-finale à Roland-Garros et à l'US Open. Son meilleur classement ATP est une 41e place en 2025.

## Famille
Corentin Moutet est un arrière-petit-neveu de François Bloch-Lainé[réf. nécessaire].

## Carrière sportive

### Jeunesse
Au niveau national, Corentin Moutet est sacré champion de France dans toutes les catégories dès l'âge de 12 ans,.
Champion d'Europe dès 14 ans en 2013, puis dès 16 ans en 2014, il perd en finale dans le championnat des 18 ans contre le no 1 mondial de la catégorie, le Grec Stéfanos Tsitsipás, abandonnant alors que son adversaire était à deux points du match après une contestation arbitrale. En 2016, il échoue au 3e tour du tournoi junior de Roland-Garros contre Geoffrey Blancaneaux. En janvier 2017, il remporte son tournoi le plus important à Traralgon (Australie) puis enchaîne avec une demi-finale à l'Open d'Australie. En juillet, il est également demi-finaliste du tournoi de Wimbledon, puis une nouvelle fois finaliste des championnats d'Europe où il s'incline cette fois-ci contre le Hongrois Zsombor Piros. Le 14 août 2017, il a atteint la 7e place au classement ITF Junior.

### 2017-2018: débuts professionnels, deux titres en Challenger
Sur le circuit professionnel, Moutet obtient ses premiers résultats significatifs en 2017 où il dispute consécutivement deux demi-finales en tournois Challenger à Côme et Séville, puis remporte les tournois ITF de Madrid et Santa Margherita di Pula avant de s'imposer au tournoi de Brest, ce qui lui permet d'intégrer le top 200. Grand espoir du tennis français, il reçoit en 2018 une invitation pour disputer l'Open d'Australie. Pour son premier tableau principal d'un tournoi du Grand Chelem, il perd en quatre manches contre Andreas Seppi (3-6, 6-4, 6-2, 6-2). Il atteint le mois suivant les quarts de finale du tournoi ATP de Quito. De nouveau invité à Roland-Garros, il passe le premier tour en battant Ivo Karlović (7-67, 6-2, 7-65) puis est éliminé par le 9e mondial David Goffin. Il bénéficie également d'une invitation pour le tableau final de l'US Open 2018, où il s'incline au premier tour face à son compatriote Nicolas Mahut en quatre sets (6-2, 7-5, 5-7, 6-4).

### 2019: entrée dans le top 100, deux titres en Challenger
Après un succès au Challenger de Chennai en février 2019, Corentin Moutet devient le premier joueur de moins de 20 ans à remporter trois tournois Challenger. Lors du tournoi ATP de Lyon, il bat Reilly Opelka au premier tour sur le score de 6-3, 2-6, 7-610 après avoir écarté deux balles de match dans le jeu décisif du troisième set.
La semaine suivante, il atteint le troisième tour de Roland-Garros à seulement 20 ans, après avoir battu le qualifié Alexey Vatutin puis le 23e joueur mondial Guido Pella (6-3, 6-1, 2-6, 7-5). Il remporte ensuite le Challenger de Lyon en battant en finale le Suédois Elias Ymer (6-4, 6-4), ce qui lui permet de rentrer dans le top 100 pour la première fois de sa carrière en atteignant le 86e rang mondial.
Il participe ensuite au tournoi de Wimbledon pour la première fois, après être sorti des qualifications en battant successivement Lucas Miedler (6-4, 3-6, 8-6), Tim Smyczek (6-1, 6-3) et enfin Andrew Harris (6-2, 6-4, 6-4). Au premier tour, il réalise l'exploit de sortir le Bulgare Grigor Dimitrov, vainqueur du Masters en 2017 et ex-numéro 3 mondial, en cinq sets après avoir été mené deux sets à zéro (2-6, 3-6, 7-64, 6-3, 6-1). Il s'incline au deuxième tour contre le jeune espoir canadien Félix Auger-Aliassime, tête de série no 19 à seulement 18 ans (6-3, 4-6, 6-4, 6-2).
Lors de l'US Open, il s'incline au premier tour contre la tête de série no 15, le Belge David Goffin en quatre sets (6-3, 3-6, 6-4, 6-0). Il enchaîne alors avec le tournoi Challenger de Cassis-Provence où il s'incline en deux sets (6-3, 6-2) face à son compatriote Hugo Grenier, 368e mondial, en 1 h 26 min.

### 2020: première finale ATP à Doha,3etourà l'US Open
Lors du tournoi ATP 250 de Doha, Moutet se qualifie pour le tableau final en battant Andrej Martin et Alexei Popyrin. Il crée ensuite la surprise en passant les deux premiers tours en battant l'Américain Tennys Sandgren et le Canadien Milos Raonic. Malgré une météo peu avantageuse, il réalise la performance de gagner deux matchs en un seul jour contre Fernando Verdasco et Stanislas Wawrinka (alors 16e mondial et tête de série no 1). En finale, il s'incline face au Russe Andrey Rublev, finaliste de l'édition 2018 de ce même tournoi.
Il est battu dès le premier tour de l'Open d'Australie par le Croate Marin Čilić, en trois manches (3-6, 2-6, 4-6)
Engagé par la suite sur la tournée sud-américaine sur terre battue, il atteint les quarts de finale du tournoi de Córdoba après avoir battu Thiago Monteiro (6-4, 6-3) et Guido Pella (6-74, 7-5, 6-3). Il s'incline face au Slovaque Andrej Martin (3-6, 2-6). À Buenos Aires, il est cependant battu dès le premier tour par Jozef Kovalík (3-6, 64-7), ainsi qu'à Rio par Federico Coria (6-1, 61-7, 63-7).
En raison de la pandémie de Covid-19, la saison est interrompue six mois, jusqu'en septembre.
Engagé dès la reprise à l'US Open, Moutet se distingue en éliminant le Tchèque Jiří Veselý (6-4, 6-4, 7-5) puis le 31e mondial Daniel Evans (4-6, 6-3, 7-65, 7-61) au second tour. Il ne peut cependant pas résister au 21e mondial Félix Auger-Aliassime qui le bat sèchement au tour suivant (1-6, 0-6, 4-6).
Fin septembre, il s'incline au premier tour du tournoi décalé de Roland-Garros contre Lorenzo Giustino après un match sur deux journées pour une durée totale de 6 h 5 min, match qui devient le deuxième plus long joué à Roland-Garros, le cinquième set s'étant terminé sur un score de 18-16.

### 2021: deuxième demi-finale sur le circuit principal, blessures à répétition
Moutet commence sa saison en février à Melbourne : il parvient à battre l'Américain Frances Tiafoe (3-6, 6-4, 6-4), l'Espagnol Albert Ramos-Viñolas (6-4, 6-4) puis le local James Duckworth (7-64, 6-4) pour se qualifier en quart de finale. Il y réalise un tour de force face à Grigor Dimitrov, 19e mondial et deuxième tête de série qu'il bat en deux manches (7-5, 6-2). Il est cependant sèchement battu par une autre tête de série, le Canadien Félix Auger-Aliassime (1-6, 2-6) en demi-finales. Il réussit son entrée en lice à l'Open d'Australie en survivant à une longue bataille de cinq manches contre l'Australien John Millman (6-4, 64-7, 3-6, 6-2, 6-3). Opposé dès le deuxième tour au 14e mondial Milos Raonic, Moutet parvient à remporter le premier set, avant de se montrer trop juste pour inquiéter le Canadien (7-61, 1-6, 1-6, 4-6).
Blessé, Moutet doit attendre le mois d'avril pour revenir sur les cours, à Monte-Carlo où il s'incline dès les qualifications face à Pedro Martínez. Puis à Barcelone, il parvient à se hisser au troisième tour mais s'incline face à Diego Schwartzman (4-6, 2-6). Au tournoi d'Estoril, il bat le 14e mondial Denis Shapovalov au deuxième tour (6-4, 2-6, 6-4) ; c'est le futur vainqueur du tournoi Albert Ramos-Viñolas qui met fin à son parcours (4-6, 3-6) en quart de finale.
Ses résultats en Grand Chelem sont ensuite décevants : il s'incline d'entrée à Roland-Garros face à Laslo Djere (3-6, 7-610, 62-7, 5-7) ainsi qu'à Wimbledon face au Slovène Aljaž Bedene (4-6, 4-6, 0-6).
Blessé à Umag, il est contraint d'abandonner dès le premier tour face à Daniel Altmaier. Manquant beaucoup de tournois sur la fin de la saison, il est incapable de défendre les points gagnés l’année précédente sur le circuit principal.

### 2022: premier huitième à l'US Open, meilleur classement en carrière, demi-finale à Adélaïde et deux titres en Challenger
Au second tour du tournoi d'Adélaïde, Moutet affronte le Serbe Laslo Djere, après avoir battu à son premier match le jeune espoir danois Holger Rune (7-64, 6-4). Moutet avait pourtant gagné la première manche 6-4, mais perdu le second 5-7. Alors qu'il se redirigeait vers son fauteuil, le Français s'est exclamé en direction de l'arbitre de chaise : « Fuck you ! ». Cette insulte lui coûte une disqualification du tournoi.
Il se reprend et se qualifie pour le deuxième tournoi d'Adélaïde en battant une nouvelle fois Holger Rune (7-5, 6-3) puis Roberto Carballés Baena (6-4, 66-7, 6-1) en qualifications. Il écarte ensuite l'Allemand Jan-Lennard Struff au premier tour (6-4, 6-2) puis bat sèchement le Hongrois Márton Fuscovics (6-2, 6-2) avant de vaincre le Brésilien Thiago Monteiro en quart de finale (6-4, 6-4). Il se qualifie pour sa troisième demi-finale sur un tournoi du circuit principal : opposé à son compatriote Arthur Rinderknech, il est sèchement battu (1-6, 3-6).
S'ensuit une période compliquée pour Moutet qui éprouve des difficultés pour afficher des résultats. Il sort en conséquence du top 100 mondial et doit retourner sur le circuit Challenger pour tenter de se remettre en forme.
Il obtient une wild card pour participer à Roland-Garros, et s'impose au premier tour face à l'ancien no 3 mondial, Stanislas Wawrinka en quatre sets (2-6, 6-3, 7-62, 6-3). Cette victoire lui offre la chance d'être opposé à une nouvelle légende du tennis mondial au second tour, à savoir l'Espagnol Rafael Nadal. Face au futur lauréat de la compétition, il est sèchement éliminé en trois manches (3-6, 1-6, 4-6).
Moutet se relance début juin au Challenger de Lyon en battant en finale l'Argentin Pedro Cachín en deux sets (6-4, 6-4). Il parvient ensuite à se hisser en demi-finale du Challenger de Salzbourg-Anif mais s'incline en trois sets face au Slovaque Norbert Gombos (6-3, 5-7, 3-6).
Bénéficiant du statut de lucky loser, Moutet entre dans le tableau final de l'US Open malgré sa défaite face à Wu Yibing en qualifications. Il s'impose pour la deuxième fois consécutive au premier tour contre Stanislas Wawrinka, bénéficiant d'un abandon du joueur suisse. Il parvient ensuite à battre la tête de série no 21, le Néerlandais Botic van de Zandschulp, en quatre sets (6-4, 1-6, 6-2, 6-4). Au troisième tour, il écarte l'Argentin Pedro Cachín, une nouvelle fois en quatre sets (6-3, 4-6, 6-2, 7-5) et se qualifie pour la première fois de sa carrière pour les huitièmes de finale d'un tournoi du Grand Chelem : son adversaire y est le Norvégien Casper Ruud, finaliste de Roland-Garros 2022 et tête de série no 5 du tournoi ; sur le court Arthur-Ashe, Moutet s'incline en quatre manches en un peu plus de trois heures (1-6, 2-6, 7-64, 2-6).
Grâce à son parcours, il fait son retour dans le top 100 du classement ATP, passant de la 112e à la 82e place.
Il poursuit sa bonne série sur le circuit secondaire en remportant le Challenger de Szczecin le 18 septembre, face à l'Autrichien Dennis Novak en trois sets. Cette victoire le fait remonter une nouvelle fois au classement ATP : il se hisse à la 64e place.
Au Masters de Paris-Bercy, il rejoint les huitièmes de finale en battant Borna Ćorić (3-6, 6-3, 6-4) et le 13e mondial Cameron Norrie (6-3, 5-7, 7-63). Il est vaincu au troisième tour par le Grec Stéfanos Tsitsipás (6-3, 7-63).
Il termine la saison à la 51e place mondiale, alors son meilleur classement en carrière.
Évincement de la FFT
Le 1er novembre 2022, du fait de son mauvais comportement sur les courts qui « ne correspond pas aux valeurs que la FFT veut transmettre », Corentin Moutet est évincé de l’ensemble des structures fédérales, perdant ainsi des aides financières et son coach fédéral. Le 22 novembre, Moutet annonce la fin de son association avec Laurent Raymond et prend Petar Popović comme nouvel entraîneur.

### 2023: saison gâchée par les blessures, sortie du top 100 et un titre en Challenger
Moutet commence la saison 2023 à l'Open d'Australie en écartant le Chinois Wu Yibing en cinq manches au premier tour (6-4, 5-7, 6-2, 4-6, 7-5) ; il perd cependant face à l'Argentin Francisco Cerúndolo au tour suivant (6-3, 4-6, 2-6, 5-7). À la suite du tournoi, Moutet annonce être gêné par une blessure au poignet qui l'empêche de jouer avec son revers à deux mains, et le conduit à utiliser le revers slicé à une main. Cette blessure et l'opération qui s'ensuit vont le perturber longuement. Il va passer d'une 51e place mondiale acquise en novembre 2022 à la 173e place en novembre 2023.
Moutet est privé de trois mois de compétition et revient sur les terrains fin avril. Il échoue à se qualifier pour le tableau principal des Master 1000 de Madrid et Rome.
De retour sur le circuit Challenger en recherche de résultats avant Roland-Garros, il s'engage au tournoi de Bordeaux dont il atteint les quarts de finale en battant notamment l'Autrichien Dominic Thiem (7-65, 6-1).
Bénéficiant d'un tirage favorable au premier tour de Roland-Garros, Moutet se qualifie pour le deuxième tour en éliminant la wild card française Arthur Cazaux (6-1, 6-3, 4-6, 6-4). Il est cependant éliminé dès le tour suivant par la septième tête de série Andrey Rublev (4-6, 2-6, 6-3, 3-6).
Il obtient son premier résultat encourageant de la saison dans le circuit principal à Majorque sur gazon : il bat Christopher O'Connell (7-5, 6-4) ainsi que Roberto Carballés Baena (6-3, 7-64), mais s'incline en quart de finale sans inquiéter le futur finaliste du tournoi Adrian Mannarino (5-7, 2-6). Il termine sa saison sur herbe à Wimbledon où il se défait de Richard Gasquet au premier tour (6-3, 7-5, 7-5) avant de s'incliner face à Roman Safiullin, futur quart de finaliste (5-7, 3-6, 64-7).
Le reste de la période estivale ainsi que l'automne sont très pauvres en résultats pour Moutet qui voit son classement chuter après la perte de ses points obtenus à Szczecin et à l'US Open l'année précédente. Sorti du top 100, il « sauve » sa saison en s'imposant à Helsinki, un tournoi de niveau Challenger : il y bat l'Américain Maxime Cressy au premier tour (6-4, 6-2) ainsi que deux têtes de séries, l'Espagnol Jaume Munar (6-2, 7-62) en quart de finale et le Français Arthur Rinderknech (5-7, 7-5, 6-3) en demi-finale après avoir sauvé plusieurs balles de match. En finale, il parvient à faire trébucher l'Indien Sumit Nagal en trois manches (6-3, 3-6, 6-2).

### 2024: demi-finale à Santiago, retour dans le top 100, deuxième huitième de finale en Grand Chelem
Sorti du top 100 en fin d'année en raison de ses blessures, Corentin Moutet décide aussi de déclarer forfait pour l'Open d'Australie dont il aurait pu disputer les qualifications.
De retour à la compétition en février, il fait le choix d'aller disputer la tournée sud-américaine sur terre battue. Malgré des résultats mitigés à Córdoba et Buenos Aires où il n'arrive pas à se qualifier, ainsi qu'à Rio où il échoue dès le premier tour face au futur vainqueur Sebastián Báez (4-6, 3-6), Moutet parvient à se qualifier pour le tableau principal du tournoi de Santiago : il y bat au premier tour la septième tête de série Roberto Carballés Baena (6-3, 5-7, 6-2), puis l'Argentin Thiago Agustin Tirante (6-3, 65-7, 6-2) ; en quart de finale, il élimine le favori du public et 22e mondial Nicolás Jarry (7-65, 7-63), alors qu'il était mené 5-3 dans chacun des sets. Il rejoint un autre Chilien, Alejandro Tabilo en demi-finale, la première de Moutet depuis deux ans.
Sa bonne forme se confirme sur terre lorsqu'il se qualifie pour les demi-finales du tournoi de Naples : il s'y incline cependant face à son compatriote Pierre-Hugues Herbert. Il se qualifie au début du mois d'avril dans le tableau principal du Masters de Monte-Carlo après avoir dominé Alex Michelsen (6-1, 6-3) et Daniel Altmaier (6-2, 6-4) dans le parcours de qualification ; il s'incline cependant dès le premier tour contre l'Australien Alexei Popyrin (6-3, 5-7, 2-6).
Engagé à Bucarest, Moutet atteint son deuxième quart de finale de l'année sur le circuit principal : il bat le Canadien Denis Shapovalov (6-4, 6-2) puis le Portugais Nuno Borges (6-2, 63-7, 6-2) avant d'être battu par Márton Fucsovics (6-4, 4-6, 1-6) en quart.
À Roland-Garros, il se fait remarquer pour la variété de son jeu : coup droit bombé, revers slicé, grandes cloches, amorties, accélérations, lobs, et une arme rare, le service à la cuillère, un coup permettant de surprendre ou gêner ses adversaires et sur lequel il a passé du temps à l'entraînement,,. il passe le premier tour en battant le Chilien Nicolás Jarry alors 16e mondial (6-2, 6-1, 3-6, 6-0), et affronte au deuxième le jeune Kazakhstanais Alexander Shevchenko, qu'il bat en quatre manches (6-4, 6-2, 0-6, 6-3). Il parvient ensuite à combler un déficit d'un set face à l'Autrichien Sebastian Ofner (3-6, 6-4, 6-4, 6-1), ce qui lui permet de se qualifier pour son deuxième huitième de finale dans un tournoi du Grand Chelem, après celui de l'US Open 2022. L'Italien Jannik Sinner, no 2 mondial alors, se montrera indomptable en huitième de finale malgré une entame de match dominée par le jeu atypique du Français. Sinner perd son premier set dans ce tournoi, avant de gagner en 4 sets (2-6, 6-3, 6-2, 6-1).

### 2025: deuxième finale ATP
Fin juin, il atteint la deuxième finale de sa carrière sur le circuit ATP lors du tournoi ATP 250 de Majorque, sa première sur gazon. Il élimine notamment deux têtes de série, Daniel Altmaier (no 8) et Alex Michelsen (no 3). En finale, il échoue en deux manches serrées face à  Tallon Griekspoor (no 4) : 7-5, 7-63.
Il parvient pour la première fois de sa carrière en demi-finale d'un ATP 500 à Washington, fin juillet et alors qu'il est repêché des qualifications. Il écrase d'abord son compatriote Alexandre Müller (6-0, 6-1) puis se débarrasse de l'invité Daniel Evans (6-2, 7-6) ainsi que de l'ancien numéro un Daniil Medvedev (1-6, 6-4, 6-4). Il cède logiquement aux portes de la finale contre le treizième joueur mondial Alex de Minaur (4-6, 3-6).

## Musique
Durant son adolescence, Courentin Moutet apprend un peu le piano. Plus tard, dans les années 2010, il pratique le rap comme une thérapie, surtout depuis la période de confinement lié à la pandémie de Covid-19. Durant cette période, il publie sur Internet Écorché vif , qui est une reprise d'un titre de Diam's.
En octobre 2020, il sort un EP de 8 titres rap, intitulé Écorché,, sur le label CoMusic Records. La même année, il collabore avec un autre tennisman, le Canadien Denis Shapovalov, sur un titre de rap intitulé Drip.

## Palmarès
Il a remporté sept tournois Challenger : à Brest en 2017, Istanbul en 2018 et Chennai en 2019, Lyon en 2019 et en 2022, Szczecin en 2022 et Helsinki en 2023.

### Finales en simple messieurs
| No | Date       | Nom et lieu du tournoi         | Catégorie | Dotation    | Surface      | Vainqueur         | Score     |          |
| -- | ---------- | ------------------------------ | --------- | ----------- | ------------ | ----------------- | --------- | -------- |
| 1  | 06-01-2020 | Qatar ExxonMobil Open, Doha    | ATP 250   | 1 359 180 $ | Dur (ext.)   | Andrey Rublev     | 6-2, 7-63 | Parcours |
| 2  | 22-06-2025 | Mallorca Championships, Calvià | ATP 250   | 596 035 $   | Gazon (ext.) | Tallon Griekspoor | 7-5, 7-63 | Parcours |

## Parcours dans les tournois duGrand Chelem

### En simple
| Année | Open d'Australie | Open d'Australie    | Internationaux de France | Internationaux de France | Wimbledon       | Wimbledon          | US Open         | US Open            |
| ----- | ---------------- | ------------------- | ------------------------ | ------------------------ | --------------- | ------------------ | --------------- | ------------------ |
| 2015  | —                | —                   | Q1                       | Michael Berrer           | —               | —                  | —               | —                  |
|       |                  |                     |                          |                          |                 |                    |                 |                    |
| 2017  | —                | —                   | Q1                       | Stefan Kozlov            | —               | —                  | —               | —                  |
| 2018  | 1er tour (1/64)  | Andreas Seppi       | 2e tour (1/32)           | David Goffin             | —               | —                  | 1er tour (1/64) | Nicolas Mahut      |
| 2019  | Q1               | Christopher Eubanks | 3e tour (1/16)           | J. I. Londero            | 2e tour (1/32)  | F. Auger-Aliassime | 1er tour (1/64) | David Goffin       |
| 2020  | 1er tour (1/64)  | Marin Čilić         | 1er tour (1/64)          | Lorenzo Giustino         | Annulé          | Annulé             | 3e tour (1/16)  | F. Auger-Aliassime |
| 2021  | 2e tour (1/32)   | Milos Raonic        | 1er tour (1/64)          | Laslo Djere              | 1er tour (1/64) | Aljaž Bedene       | 2e tour (1/32)  | Matteo Berrettini  |
| 2022  | 2e tour (1/32)   | Sebastian Korda     | 2e tour (1/32)           | Rafael Nadal             | —               | —                  | 1/8 de finale   | Casper Ruud        |
| 2023  | 2e tour (1/32)   | Francisco Cerúndolo | 2e tour (1/32)           | Andrey Rublev            | 2e tour (1/32)  | Roman Safiullin    | 1er tour (1/64) | Andy Murray        |
| 2024  | —                | —                   | 1/8 de finale            | Jannik Sinner            | —               | —                  | 1er tour (1/64) | Sebastian Korda    |
| 2025  | 3e tour (1/16)   | Learner Tien        | 2e tour (1/32)           | Novak Djokovic           | 2e tour (1/32)  | Grigor Dimitrov    |                 |                    |

### En double messieurs
| Année | Open d'Australie | Open d'Australie | Internationaux de France                                                            | Internationaux de France | Wimbledon                                                                          | Wimbledon | US Open | US Open |
| ----- | ---------------- | ---------------- | ----------------------------------------------------------------------------------- | ------------------------ | ---------------------------------------------------------------------------------- | --------- | ------- | ------- |
| 2017  | —                | —                | 2e tour (1/16) C. Lestienne \|\| style="text-align:left;" \| J-J. Rojer Horia Tecău | —                        | —                                                                                  | —         | —       |         |
|       |                  |                  |                                                                                     |                          |                                                                                    |           |         |         |
| 2023  | —                | —                | —                                                                                   | —                        | 1er tour (1/32) C. Lestienne \|\| style="text-align:left;" \| David Pel R. Stalder | —         | —       |         |

N.B. : le nom du partenaire se trouve sous le résultat ; les noms des ultimes adversaires se trouvent à droite.

## Parcours dans lesMasters 1000
| Année | Indian Wells    | Miami | Monte-Carlo               | Madrid               | Rome                    | Canada                | Cincinnati             | Shanghai             | Paris                      |
| ----- | --------------- | ----- | ------------------------- | -------------------- | ----------------------- | --------------------- | ---------------------- | -------------------- | -------------------------- |
| 2019  | —               | —     | —                         | —                    | —                       | —                     | —                      | —                    | 2e tour N. Djokovic        |
| 2020  | n.o.            | n.o.  | n.o.                      | n.o.                 | —                       | n.o.                  | —                      | n.o.                 | 2e tour Forfait            |
| 2021  | —               | —     | —                         | —                    | —                       | —                     | 1er tour R. Opelka     | n.o.                 | —                          |
| 2022  | —               | —     | —                         | —                    | —                       | —                     | —                      | n.o.                 | 1/8 de finale S. Tsitsipás |
| 2023  | —               | —     | —                         | 1er tour Y. Watanuki | 1er tour F. Marozsán    | —                     | 1er tour E. Ruusuvuori | 1er tour M. McDonald | —                          |
| 2024  | —               | —     | 1er tour A. Popyrin       | 1er tour Shang J.    | 2e tour N. Djokovic     | —                     | 1er tour F. Marozsán   | 1er tour A. Vukic    | 1er tour B. Shelton        |
| 2025  | 2e tour H. Rune | —     | 1er tour T. M. Etcheverry | 1er tour H. Mayot    | 1/8 de finale J. Draper | 2e tour A. Davidovich | 2e tour A. Michelsen   |                      |                            |

N.B. : sous le résultat se trouve le nom de l’ultime adversaire.

## Victoires sur le top 10
Toutes ses victoires sur des joueurs classés dans le top 10 de l'ATP lors de la rencontre.
| Légende      |
| ------------ |
| Grand Chelem |
| Masters 1000 |
| ATP 500      |
| ATP 250      |
| Coupe Davis  |

| # | C.M.  | Tournoi | Année | Surface      | Adversaire   | Rang  | Tour | Score           |
| - | ----- | ------- | ----- | ------------ | ------------ | ----- | ---- | --------------- |
| 1 | no 83 | Rome    | 2025  | Terre battue | Holger Rune  | no 10 | 1/16 | 7-5, 5-7, 7-64  |
| 2 | no 89 | Queen's | 2025  | Gazon        | Taylor Fritz | no 4  | 1/16 | 65-7, 7-67, 7-5 |

## Classements ATP en fin de saison
| Année          | 2015 | 2016 | 2017 | 2018 | 2019 | 2020 | 2021 | 2022 | 2023 | 2024 |
| Rang en simple | 839  | 519  | 156  | 150  | 83   | 77   | 91   | 51   | 133  | 70   |
| Rang en double | –    | 1037 | 493  | 917  | –    | –    | –    | –    | –    | –    |

Source : (en) Classements de Corentin Moutet sur le site officiel de la Fédération internationale de tennis